# Mistrzostwa Ameryki Środkowej i Karaibów w Lekkoatletyce 1999
17. Mistrzostwa Ameryki Środkowej i Karaibów w Lekkoatletyce – zawody lekkoatletyczne, które odbyły się w dniach 25-27 czerwca 1999 w Bridgetown.

## Rezultaty

### Mężczyźni
| Konkurencja                   | 1. miejsce                                                                    | Wynik    | 2. miejsce                                                                        | Wynik    | 3. miejsce                                                                     | Wynik    |
| ----------------------------- | ----------------------------------------------------------------------------- | -------- | --------------------------------------------------------------------------------- | -------- | ------------------------------------------------------------------------------ | -------- |
| Bieg na 100 m                 | Obadele Thompson                                                              | 10,23    | Kim Collins                                                                       | 10,31    | Patrick Jarrett                                                                | 10,41    |
| Bieg na 200 m                 | Christopher Williams                                                          | 20,40    | Francisco Cornelio                                                                | 20,90    | Dion Crabbe                                                                    | 21,12    |
| Bieg na 400 m                 | Michael McDonald                                                              | 45,21    | Davian Clarke                                                                     | 45,49    | Neil de Silva                                                                  | 45,61    |
| Bieg na 800 m                 | Ian Roberts                                                                   | 1:46,85  | Mario Watson                                                                      | 1:46,92  | Kenroy Levy                                                                    | 1:46,99  |
| Bieg na 1500 m                | Rodolfo Gómez                                                                 | 3:46,74  | Terrance Armstrong                                                                | 3:46,77  | José López                                                                     | 3:48,65  |
| Bieg na 5000 m                | Fidencio Torres                                                               | 14:20,19 | David Galindo                                                                     | 14:21,43 | Juan Díaz                                                                      | 14:21,79 |
| Bieg na 10 000 m              | Juan Díaz                                                                     | 31:06,88 | Pamenos Ballantyne                                                                | 31:12,57 | Benedict Ballantyne                                                            | 31:59,67 |
| Bieg na 3000 m z przeszkodami | Salvador Miranda                                                              | 8:42,45  | Emigdio Delgado                                                                   | 8:44,43  | Rubén García                                                                   | 8:47,33  |
| Bieg na 110 m przez płotki    | Steve Brown                                                                   | 13,44    | Victor Houston                                                                    | 13,71    | Wagner Marseille                                                               | 13,75    |
| Bieg na 400 m przez płotki    | Victor Houston                                                                | 50,23    | Paul Tucker                                                                       | 51,59    | Jeff Jackson                                                                   | 54,70    |
| Sztafeta 4 × 100 m            | Barbados Obadele Thompson · Victor Houston · Gabriel Burnett · Stefan Mascoll | 39,75    | Saint Kitts i Nevis Kim Collins · Kurvin Wallace · Maxime Isiah · Kevin Arthurton | 40,83    | Bahamy Brian Babbs · Dennis Darling · Renward Wells · Dwight Ferguson          | 40,92    |
| Sztafeta 4 × 400 m            | Bahamy Dennis Darling · Carl Oliver · Timothy Munnings · Chris Brown          | 3:03,76  | Jamajka Davian Clarke · Michael McDonald · Mario Watson · Kenroy Levy             | 3:03,82  | Dominikana Carlos Santa · Charly Reyes · José Gerardo Peralta · Santos Mercado | 3:09,08  |
| Chód na 20 km                 | Noé Hernández                                                                 | 1:20:49  | Luis García                                                                       | 1:25:51  | Mario Iván Flores                                                              | 1:36:26  |
| Skok wzwyż                    | Julio Luciano                                                                 | 2,23     | César Ballesteros                                                                 | 2,10     | Kevin Cumberbatch                                                              | 2,10     |
| Skok o tyczce                 | Dominic Johnson                                                               | 5,61     | Edgar Díaz                                                                        | 5,40     | César Nava                                                                     | 4,70     |
| Skok w dal                    | Craig Hepburn                                                                 | 7,75     | Luis Quiñones                                                                     | 7,60     | Emile John                                                                     | 7,55     |
| Trójskok                      | Brian Wellman                                                                 | 16,36    | Frank Rutherford                                                                  | 16,12    | Allen Mortimer                                                                 | 16,04    |
| Pchnięcie kulą                | Dave Stoute                                                                   | 16,39    | Arturo Francisco                                                                  | 16,21    | Jaime Comandari                                                                | 15,99    |
| Rzut dyskiem                  | Kevin Brown                                                                   | 56,02    | Alfredo Romero                                                                    | 53,00    | Juan Neverson                                                                  | 45,26    |
| Rzut oszczepem                | Trevor Modeste                                                                | 63,92    | Selwyn Smith                                                                      | 63,03    | Richard Rock                                                                   | 61,92    |

### Kobiety
| Konkurencja                | 1. miejsce                                                                     | Wynik   | 2. miejsce                                                                      | Wynik   | 3. miejsce                                                                 | Wynik   |
| -------------------------- | ------------------------------------------------------------------------------ | ------- | ------------------------------------------------------------------------------- | ------- | -------------------------------------------------------------------------- | ------- |
| Bieg na 100 m              | Katia Benth                                                                    | 11,47   | Heather Samuel                                                                  | 11,48   | Beverly Grant                                                              | 11,52   |
| Bieg na 200 m              | Katia Benth                                                                    | 22,87   | Heather Samuel                                                                  | 23,64   | Adia McKinnon                                                              | 23,92   |
| Bieg na 400 m              | Vernetta Lesforis                                                              | 52,21   | Tonique Williams                                                                | 52,22   | Melissa Straker                                                            | 52,58   |
| Bieg na 800 m              | Charmaine Howell                                                               | 2:03,85 | Augustina Charles                                                               | 2:06,30 | Shernette Davis                                                            | 2:07,36 |
| Bieg na 1500 m             | Isabel Juárez                                                                  | 4:26,64 | Janill Williams                                                                 | 4:30,24 | Marian Burnett                                                             | 4:35,56 |
| Półmaraton                 | Kriscia García                                                                 | 1:26:25 | Burgette Williams                                                               | 2:26:30 | N/A                                                                        | N/A     |
| Bieg na 100 m przez płotki | Gillian Russell                                                                | 13,25   | Brigitte Foster-Hylton                                                          | 13,49   | Jacqueline Taváres                                                         | 14,16   |
| Bieg na 400 m przez płotki | Andrea Blackett                                                                | 56,87   | Allison Beckford                                                                | 58,67   | Damaris Diana                                                              | 1:00,92 |
| Sztafeta 4 × 100 m         | Jamajka Gillian Russell · Kerry-Ann Richards · Beverly Grant · Brigitte Foster | 44,18   | Portoryko Militza Castro · Xiomara Davila · Jennifer Caraballo · Yesenia Rivera | 45,34   | Barbados Tanya Oxley · Lucy-Ann Richards · Keitha Moseley · Ayesha Maycock | 46,78   |
| Sztafeta 4 × 400 m         | Jamajka Shernette Davis · Allison Beckford · Beverly Grant · Charmaine Howell  | 3:30,00 | Barbados Tanya Oxley · Lucy-Ann Richards · Joanne Durant · Melissa Straker      | 3:32,40 | Portoryko Militza Castro · Xiomara Davila · Sandra Moya · Damaris Diana    | 3:39,75 |
| Chód na 10 km              | Teresa Ramos                                                                   | 47:37   | Elsa Segura                                                                     | 50:36   | Victoria Palacios                                                          | 57:41   |
| Skok wzwyż                 | Karen Beautle                                                                  | 1,79    | Romary Rifka                                                                    | 1,77    | Desiree Crichlow                                                           | 1,77    |
| Skok o tyczce              | Alejandra Meza                                                                 | 3,75    | Lorena Espinoza                                                                 | 3,60    | N/A                                                                        | N/A     |
| Skok w dal                 | Lacena Golding                                                                 | 6,52    | Jackie Edwards                                                                  | 6,38    | Michelle Baptiste                                                          | 6,26    |
| Trójskok                   | Anna-Maria Thorpe                                                              | 12,77   | Natasha Brown                                                                   | 12,41   | María Fleischmann                                                          | 12,37   |
| Pchnięcie kulą             | Doris Thompson                                                                 | 13,23   | Isabella Charles                                                                | 12,56   | Shirley Acosta                                                             | 9,88    |
| Rzut dyskiem               | María Cubillán                                                                 | 42,08   | Shernelle Nicholls                                                              | 40,98   | Doris Thompson                                                             | 35,20   |
| Rzut młotem                | Nancy Guillén                                                                  | 57,84   | Violeta Guzmán                                                                  | 56,72   | Claudia Becerril                                                           | 52,93   |
| Rzut oszczepem             | Laverne Eve                                                                    | 61,61   | Olivia McKoy                                                                    | 54,24   | Marisela Robles                                                            | 48,00   |

## Klasyfikacja medalowa
*   Gospodarz ( Barbados)
| Miejsce | Reprezentacja                        | Złoto | Srebro | Brąz | Razem |
| ------- | ------------------------------------ | ----- | ------ | ---- | ----- |
| 1       | Jamajka                              | 9     | 6      | 4    | 19    |
| 2       | Meksyk                               | 6     | 6      | 6    | 18    |
| 3       | Barbados*                            | 5     | 3      | 5    | 13    |
| 4       | Bahamy                               | 4     | 4      | 3    | 11    |
| 5       | Wenezuela                            | 2     | 1      | 2    | 5     |
| 5       | Saint Lucia                          | 2     | 1      | 2    | 5     |
| 7       | Trynidad i Tobago                    | 2     | 0      | 2    | 4     |
| 8       | Salwador                             | 2     | 0      | 1    | 3     |
| 9       | Gujana Francuska                     | 2     | 0      | 0    | 2     |
| 10      | Gujana                               | 1     | 2      | 1    | 4     |
| 11      | Dominikana                           | 1     | 1      | 2    | 4     |
| 12      | Gwatemala                            | 1     | 1      | 1    | 3     |
| 13      | Bermudy                              | 1     | 1      | 0    | 2     |
| 13      | Grenada                              | 1     | 1      | 0    | 2     |
| 15      | Portoryko                            | 0     | 5      | 3    | 8     |
| 16      | Antigua i Barbuda                    | 0     | 3      | 0    | 3     |
| 17      | Saint Kitts i Nevis                  | 0     | 2      | 0    | 2     |
| 18      | Saint Vincent i Grenadyny            | 0     | 1      | 2    | 3     |
| 19      | Dominika                             | 0     | 1      | 0    | 1     |
| 20      | Brytyjskie Wyspy Dziewicze           | 0     | 0      | 1    | 1     |
| 20      | Wyspy Dziewicze Stanów Zjednoczonych | 0     | 0      | 1    | 1     |
| 20      | Haiti                                | 0     | 0      | 1    | 1     |
| Razem   | Razem                                | 39    | 39     | 37   | 115   |